# ヨハン・アルガイエル
ヨハン・バプティスト・アルガイエル（独: Johann Baptist Allgaier、1763年6月19日 - 1823年1月3日）は、ドイツのチェスプレーヤー。
シュッセンリートに生まれ、ウィーンで没した。18世紀後半から19世紀初頭にかけてジュリアス・メントハイムとともにドイツを代表するチェスプレーヤーとして活動した。